# 相鐵12000系電聯車
相鐵12000系電聯車（日语：／ Sōtetsu 12000-kei densha */?）是相模鐵道於2019年4月20日投入服務的列車，主要是為了於2019年11月30日起直通JR而購買的列車。

## 車體
車身為全不銹鋼車身（不包括車頭駕駛室），與E233系和同公司的相鐵11000系一樣，都是採用闊身車體，闊2,950mm。採用E235系相同的車體（即綜合車輛製作所的Sustina S24系列車體）。另外，與直通都營三田線和東京地鐵南北線的20000系不同，沒有車頭緊急逃生門，所以本列車不能直通任何地下铁线路。
關於設計，與20000系有很多相似之處，例如車頭是「獅子口」的設計和採用YOKOHAMA NAVYBLUE塗裝。值得一提的是，車頭駕駛室是使用普通鋼制作的。

## 車內
車廂內部是以灰色作為主色，繼續繼承YOKOHAMA NAVYBLUE的內部設計，使用相鐵設計的鵝蛋形扶手，列車於終點站會使用半自動車門。此外，列車車內提供Wi-Fi服務及列車車門上有兩個LCD顯示屏，左邊的顯示屏用於賣廣告，右邊的顯示屏顯示列車資訊。最特別的是本列車能夠根據時間已調整列車內部的光亮度。

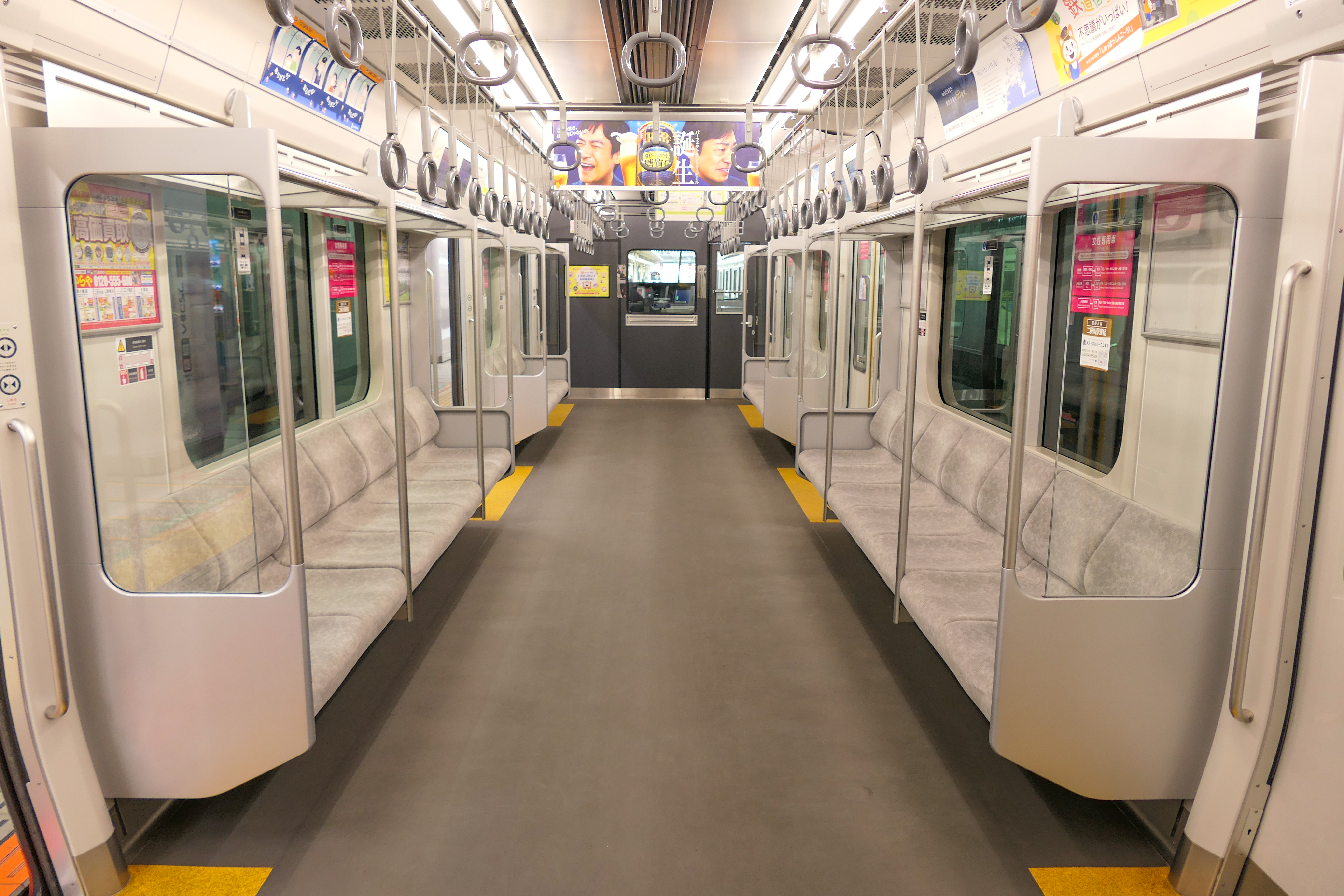
列車內部
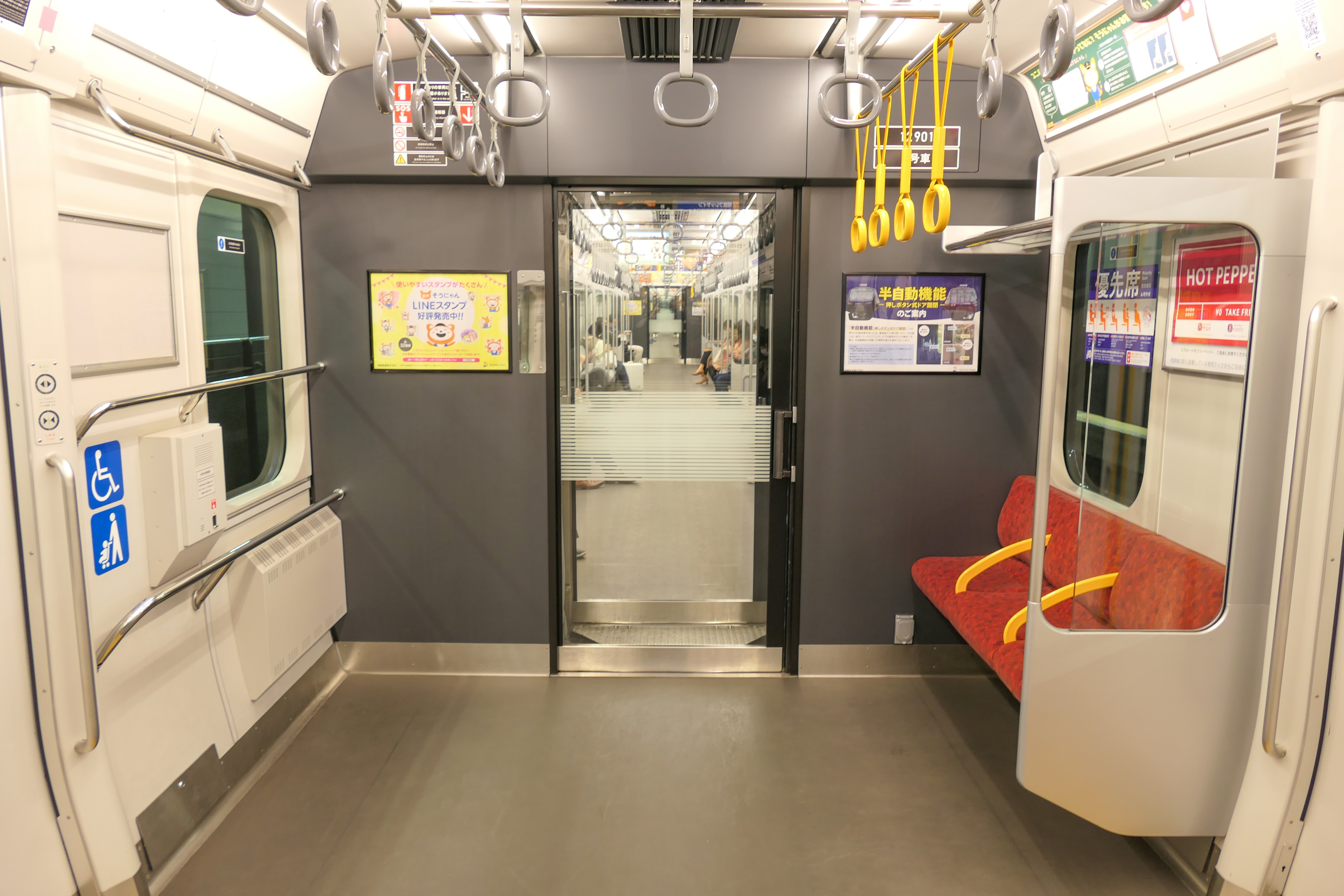
無障礙空間・優先席
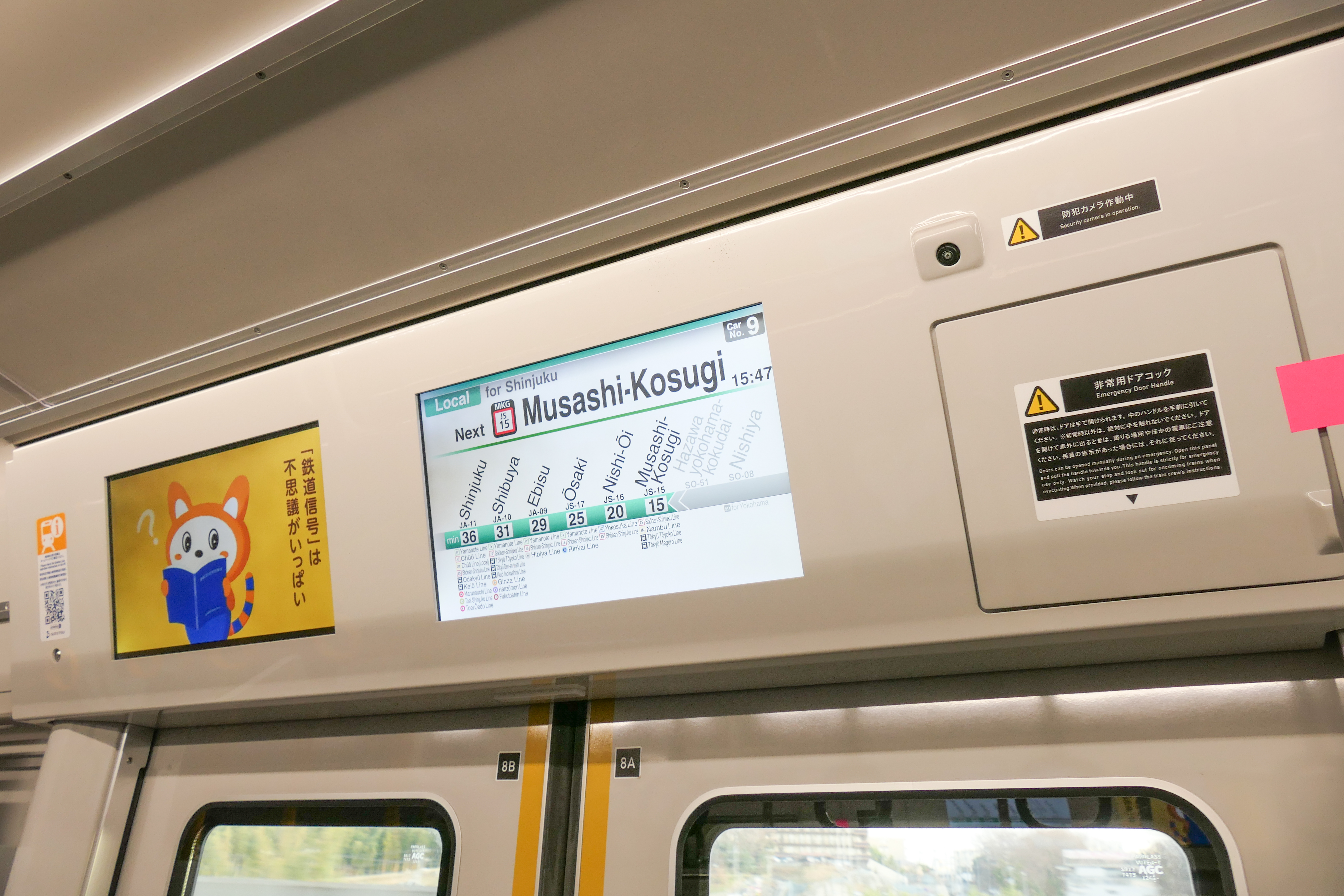
LCD顯示屏及閉路電視
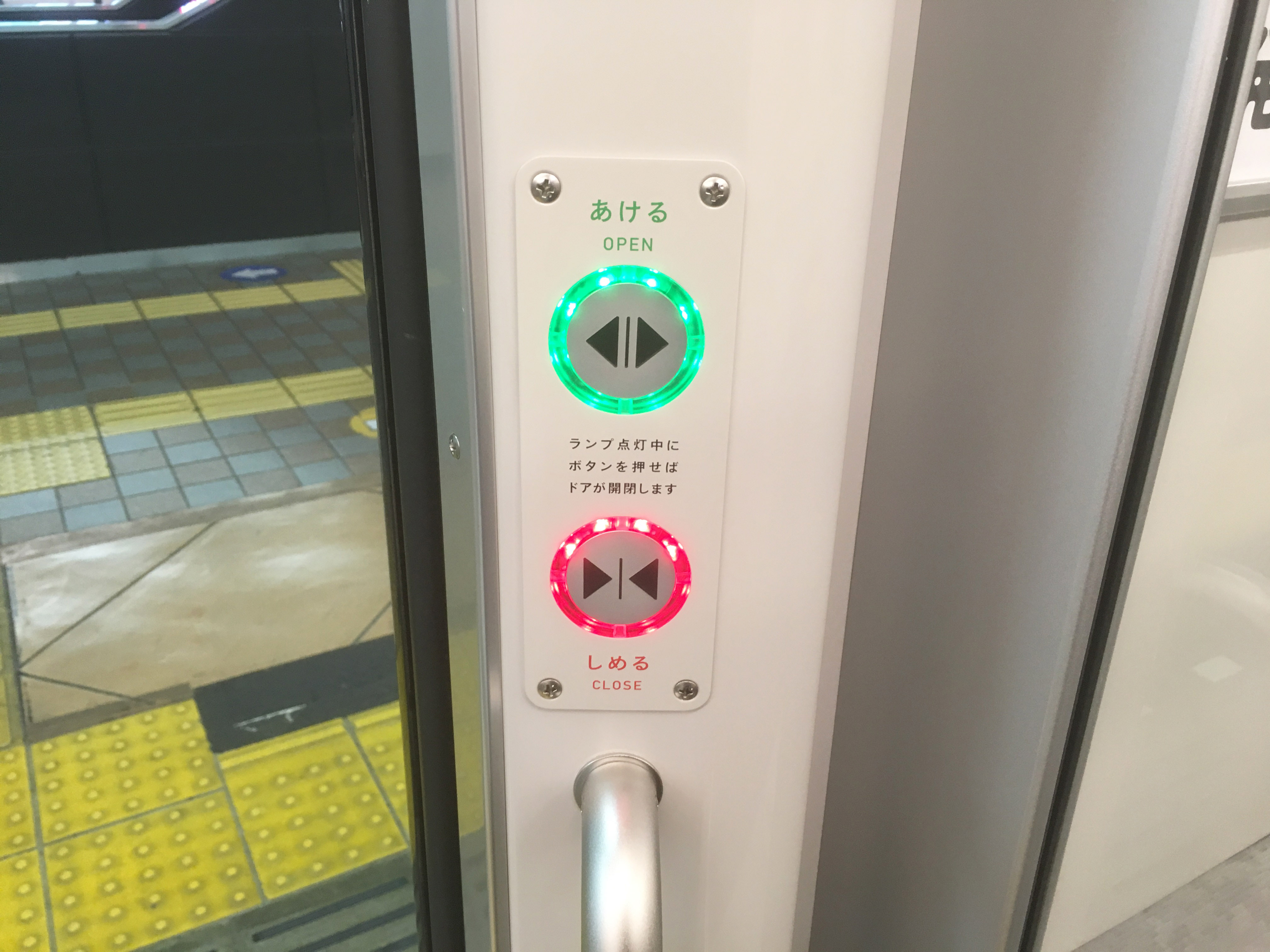
車内半自動開關門按鈕
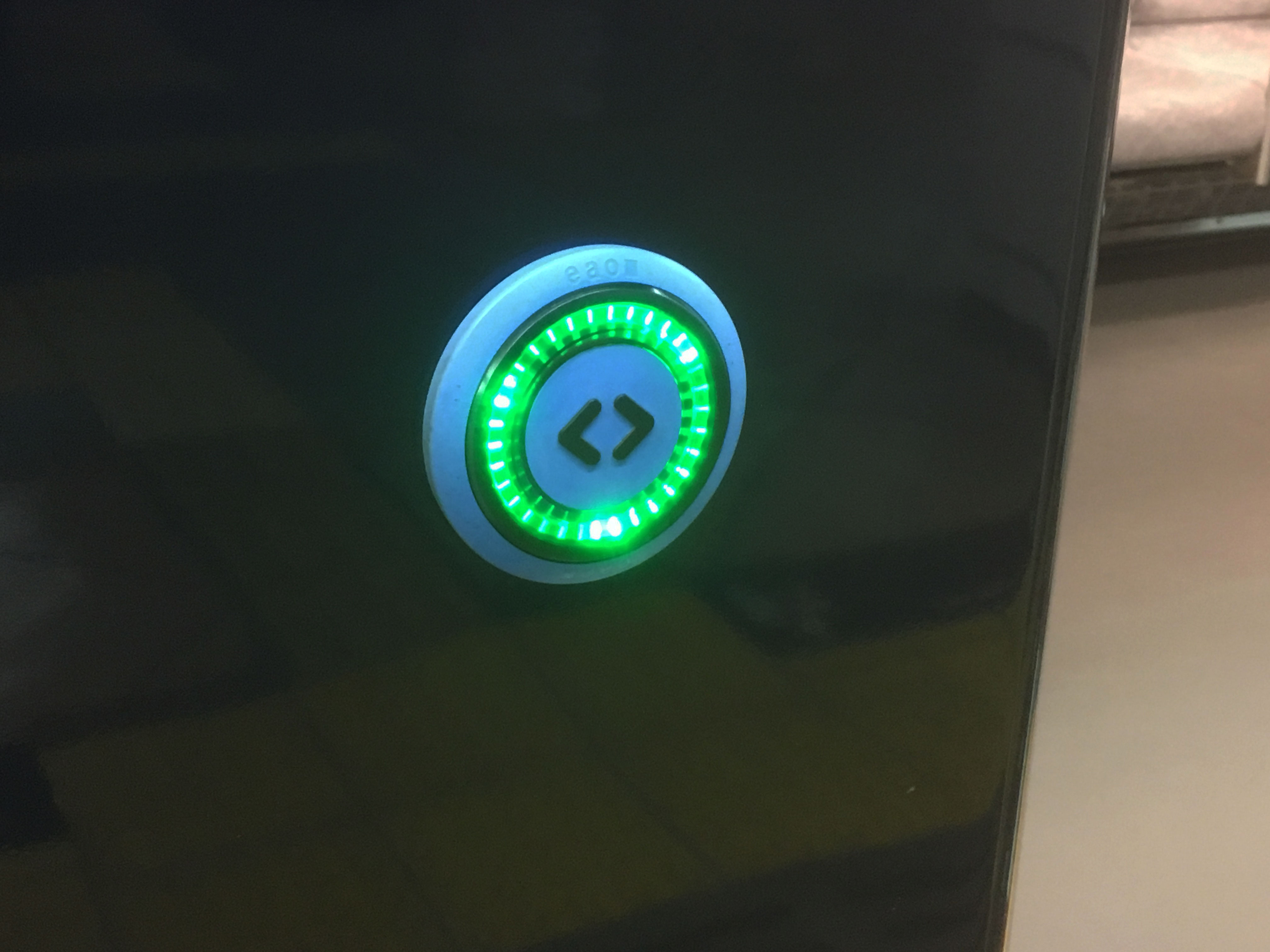
車外半自動開門按鈕

### 車內光亮度
| 季節      | 時間     | 時間                | 調色 [K] | 調光 [%] | 備注            |
| --------- | -------- | ------------------- | -------- | -------- | --------------- |
| 4/1～6/30 | 早上     | 2:01:00 ~ 6:59:59   | 4400     | 90       | 日照時間：中→長 |
| 4/1～6/30 | 繁忙時間 | 7:00:00 ~ 9:59:59   | 5000     | 90       | 日照時間：中→長 |
| 4/1～6/30 | 下午     | 10:00:00 ~ 15:59:59 | 4400     | 90       | 日照時間：中→長 |
| 4/1～6/30 | 黃昏     | 16:00:00 ~ 17:59:59 | 4400     | 90       | 日照時間：中→長 |
| 4/1～6/30 | 晚上     | 18:00:00 ~ 2:00:59  | 3000     | 100      | 日照時間：中→長 |

| 季節      | 時間     | 時間                | 調色 [K] | 調光 [%] | 備注            |
| --------- | -------- | ------------------- | -------- | -------- | --------------- |
| 7/1～9/30 | 早上     | 2:01:00 ~ 6:59:59   | 5000     | 90       | 日照時間：長→中 |
| 7/1～9/30 | 繁忙時間 | 7:00:00 ~ 9:59:59   | 5000     | 90       | 日照時間：長→中 |
| 7/1～9/30 | 下午     | 10:00:00 ~ 15:59:59 | 5000     | 90       | 日照時間：長→中 |
| 7/1～9/30 | 黃昏     | 16:00:00 ~ 17:59:59 | 4400     | 90       | 日照時間：長→中 |
| 7/1～9/30 | 晚上     | 18:00:00 ~ 2:00:59  | 3000     | 100      | 日照時間：長→中 |

| 季節        | 時間     | 時間                | 調色 [K] | 調光 [%] | 備注            |
| ----------- | -------- | ------------------- | -------- | -------- | --------------- |
| 10/1～12/31 | 早上     | 2:01:00 ~ 6:59:59   | 4400     | 90       | 日照時間：中→短 |
| 10/1～12/31 | 繁忙時間 | 7:00:00 ~ 9:59:59   | 4400     | 90       | 日照時間：中→短 |
| 10/1～12/31 | 下午     | 10:00:00 ~ 15:59:59 | 4400     | 90       | 日照時間：中→短 |
| 10/1～12/31 | 黃昏     | 16:00:00 ~ 17:59:59 | 3800     | 100      | 日照時間：中→短 |
| 10/1～12/31 | 晚上     | 18:00:00 ~ 2:00:59  | 3000     | 100      | 日照時間：中→短 |

| 季節         | 時間         | 時間                | 調色 [K] | 調光 [%] | 備注            |
| ------------ | ------------ | ------------------- | -------- | -------- | --------------- |
| 1/1～3/31    | 早上         | 2:01:00 ~ 6:59:59   | 3300     | 100      | 日照時間：短→中 |
| 1/1～3/31    | 繁忙時間     | 7:00:00 ~ 9:59:59   | 3800     | 100      | 日照時間：短→中 |
| 1/1～3/31    | 下午         | 10:00:00 ~ 15:59:59 | 4400     | 90       | 日照時間：短→中 |
| 1/1～3/31    | 黃昏         | 16:00:00 ~ 17:59:59 | 4400     | 90       | 日照時間：短→中 |
| 1/1～3/31    | 晚上         | 18:00:00 ~ 2:00:59  | 3000     | 100      | 日照時間：短→中 |
| 未設定操作時 | 未設定操作時 | 未設定操作時        | 5000     | 100      | 默認值          |

※車內光亮度是車輛信息設備Synaptra自動調光。

## 機器
列車採用的機器與E233系7000番台相同，都設置了ATACS。

## 運用
本列車用於特急、急行、快速、各停的類型。視情況而定，有時不會使用10輛編成的列車，會使用8編成的列車来代替其他列車運行。
從2019年11月30日起，本列車通過相鐵新橫濱線直通JR東日本的埼京線至新宿站。值得一提是本列車通常不會直通新宿以北的地方（儘管設備兼容）。但在試運行期間，本列車曾經經過品川站的東海道貨物線前往根府川站和川越車輛中心。此外，同年9月2日，本列車也首次進入新宿站，2日後也首次進入武藏浦和站。2019年12月2日，本列車以早上繁忙時間班次進入武藏浦和站，然後折返至新宿站後，再折返至大宮站。

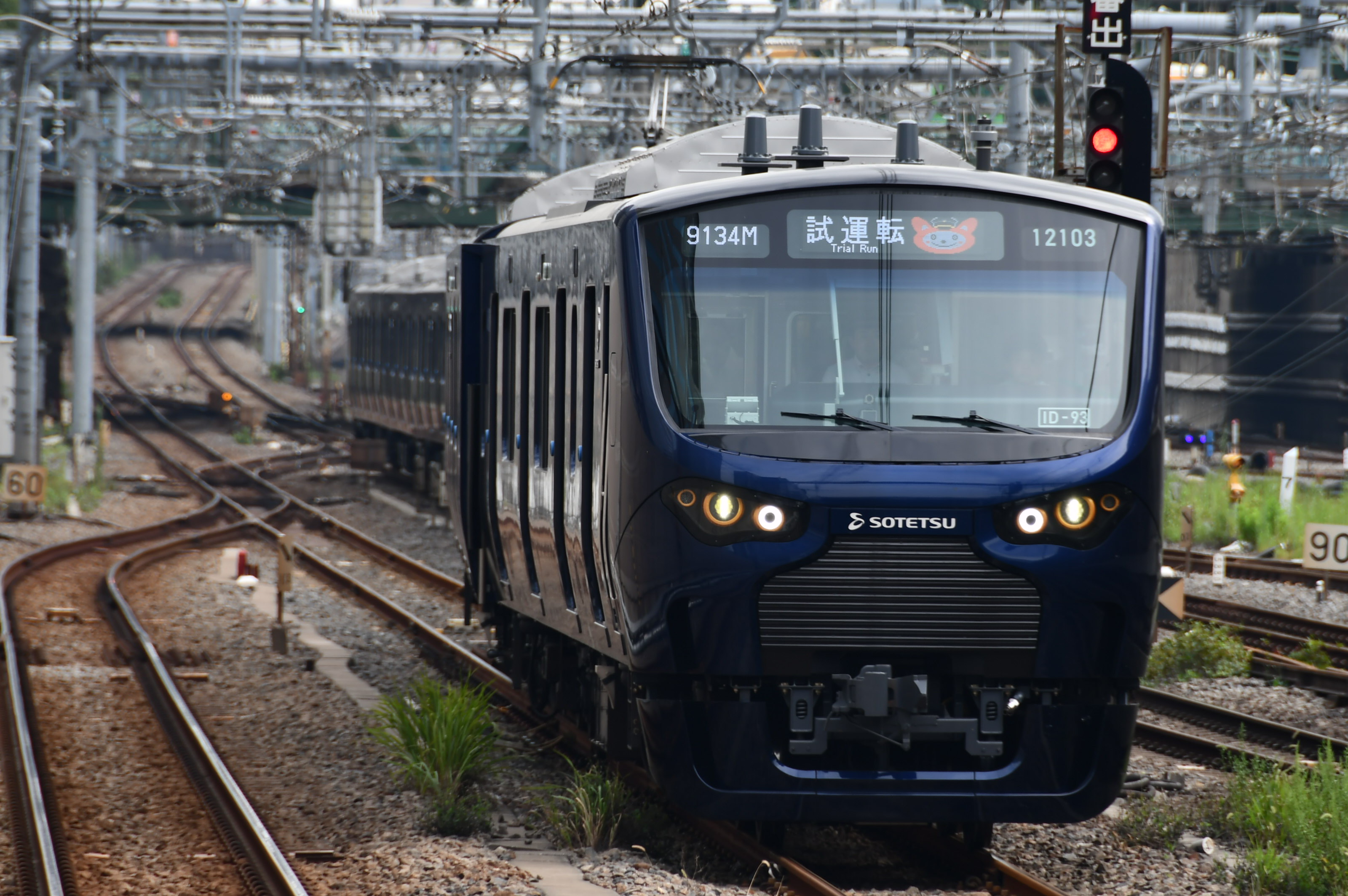
相鐵12000系試車時駛經品川站的東海道貨物線

## 編成
10輛編成
|          | ← 横濱・新宿 方向 海老名・湘南台 方向→ |                |                |                    |                |                |                |                |                |                     |
| 号車     | 1                                      | 2              | <3             | 4                  | <5>            | 6              | 7              | 8              | <9             | 10                  |
| 車形     | クハ12100 (Tc2)                        | モハ12200 (M6) | モハ12300 (M5) | モハ12400 (M4)     | モハ12500 (M3) | サハ12600 (T2) | サハ12700 (T1) | モハ12800 (M2) | モハ12900 (M1) | クハ12000 (Tc1)     |
| 搭載機器 | SB                                     | CP             | VVVF           | SIV/CP             | VVVF           |                |                | SIV/CP         | VVVF           | SB                  |
| 備注     |                                        |                |                | 女性専用車（2019） |                |                |                |                | 弱冷房車       | 女性専用車（2019-） |
| 重量     | 31.6                                   | 31.1           | 33.1           | 34.0               | 34.0           | 29.7           | 30.3           | 34.0           | 33.4           | 31.3                |
| 座席定員 | 39                                     | 51             | 51             | 51                 | 51             | 51             | 51             | 51             | 51             | 39                  |
| 定員     | 140                                    | 159            | 159            | 159                | 159            | 159            | 159            | 159            | 159            | 140                 |

圖例
- M：動車
- T：拖車
- c：控制車
- VVVF：VVVF變頻器
- MG：電動發電機
- SIV：靜態逆變器
- CP：電動空氣壓縮機
- SB：蓄電池
- <：集電弓（>代表後備）
- ：輪椅 / 嬰兒車空間

備注
相模鐵道在編組標記時以「橫浜寄り先頭車両の車両番號（橫浜側の先頭車車號）×両數」（「橫濱方向的車頭端的車輛編號×輛數」）為標記，本型列車也遵循此例，在標註特定編組時以「12101×10」標明。

## 歷史
- 2018年
  - 12月28日：第一列列車於總合車輛製作所横濱事業所出廠[8]
- 2019年
  - 4月13日：相模大塚站内舉行攝影會[9]
  - 4月14日：舉行試乘會[9]
  - 4月20日：本列車投入服務[2]

## 改造

### 種別/目的地LED方向幕
2019年11月30日，並更改了時間表，增加了加了通勤特急（通特）·通勤急行（通急）和隨著相鐵新橫濱線西谷站-羽澤橫濱國大站的開通，類型和目的地顯示安裝了上述顯示器。另外，還安裝了東急新橫濱線的直通線上使用的類型和目的地。

### 車體
女性專用車廂已重新编排，因為它已经更改為與埼京線列车一樣的编排方式，即橫濱方向的第一卡。